# 罗斯季斯拉夫·弗拉基米罗维奇
罗斯季斯拉夫·弗拉基米罗维奇 Ростислав Владимирович（?—1066年2月3日），古罗斯王公，特穆塔拉干王公（1064年~1066年在位）。
罗斯季斯拉夫·弗拉基米罗维奇是诺夫哥罗德公爵弗拉基米尔·雅罗斯拉维奇之子，基辅大公智者雅罗斯拉夫之孙。
在罗斯编年史中，1064年之前没有记载过罗斯季斯拉夫·弗拉基米罗维奇的事迹。1064年，罗斯季斯拉夫·弗拉基米罗维奇带领一支队伍来到特穆塔拉干，将在位的格列布·斯维亚托斯拉维奇王公（他是罗斯季斯拉夫的堂兄）赶走，夺取了那里的公位。
在他短暂的2年统治中，罗斯季斯拉夫·弗拉基米罗维奇迫使附近的一些落后民族臣服，势力不断扩大。他的活动引起一些拜占庭帝国官员的注意，他们担心罗斯季斯拉夫变得过于强大。1066年在一次宴会上，罗斯季斯拉夫·弗拉基米罗维奇被拜占庭人投毒杀害。格列布·斯维亚托斯拉维奇因此又重获公位。

## 资料来源
- 苏联历史大百科全书·人物卷，1961~1973

| 前任： 格列布·斯维亚托斯拉维奇 | 特穆塔拉干王公 1064~1066 | 繼任： 格列布·斯维亚托斯拉维奇 |